# Grdanica
Grdanica je naselje u gradu Leskovcu, Jablanički upravni okrug, Srbija. Prema popisu iz 2022. godine u Grdanici je živjelo 411 stanovnika.